# Чепстоу
Че́пстоу (англ. Chepstow, валл. Cas-gwent) — город в историческом и современном графстве Монмутшир, в Уэльсе, на границе с графством Глостершир в Англии.

## Этимология названия
Название города происходит от древнеанглийских слов сип (англ. ceap), что означает «рынок» или «центр торговли» и стоу (англ. stowe), которое обычно переводится, как место, имеющее особое значение. Название Чепстоу впервые упоминается в 1307 году, но, возможно, оно имело употребление в английском языке и прежде этого времени. Тем не менее, название, которое использовали норманны при обозначении замка и титула местных аристократов было Стригуил (англ. Striguil, или Эстригойэл (англ. Estrighoiel), вероятно, производное от валлийского слова истрайгил (валл. ystraigyl), то есть «изгиб реки». Валлийское название Кас-Гвент переводится, как замок Гвент. Слово Гвент, топоним, который происходит от названия древнеримского поселения Вента Силурум (лат. Venta Silurum), находившегося в 8 километрах к западу от Чепстоу.

## География
Чепстоу расположен на западном берегу реки Уай, около 4,8 км к северу от впадения её в устье реки Северн. К северу от города река Уай проходит через известняковые ущелья. Известняковые скалы также находятся к северу и югу от Чепстоу на противоположном (восточном) берегу реки. Из города видны скалы Уиндклиффа, близ Сент-Арванс примерно в 3,2 км к северу от Чепстоу, и устье реки Северн и с мостами над ней. Исторический центр Чепстоу занимает часть изгиба реки Уай, и склоны от реки до центра города и за его пределами. Основная геология представлена каменноугольными известняками. Скалы используются для скалолазания. Местная пещерная система, включающая Оттер Хоул, одна из самых длинных пещерных систем в Англии и известна месторождениями полезных ископаемых.
Река Уай в Чепстоу имеет один из самых высоких приливных диапазонов в мире. Река была выбрана в качестве границы между Англией и Уэльсом королём Этельстаном в 928 году. Тем не менее, после норманнского завоевания, районы к востоку от реки Уай, в пределах бывшего англосакского королевского поместья Тиденхэм и в том числе Бичлей, Тутшил, Седбери и Тиденхэм Чейз, были включены в феод Стригуил, или Чепстоу. В 1536 году река Уай была подтверждена в качестве границы между графствами Монмутшир и Глостершир. С начала XIX века, велось строительство на восточном берегу реки напротив Чепстоу, в Тутшил и Седбери. Районы, которые находятся в Англии, а не в Уэльсе, в настоящее время являются окраинами города.

## Климат
Чепстоу относится к умеренному климату (Cfb). На климат в городе влияет его расположение близ устья реки Северн.
| Показатель           | Янв.  | Фев. | Март | Апр. | Май  | Июнь | Июль | Авг. | Сен. | Окт.  | Нояб. | Дек.  | Год    |
| -------------------- | ----- | ---- | ---- | ---- | ---- | ---- | ---- | ---- | ---- | ----- | ----- | ----- | ------ |
| Средний максимум, °C | 8,1   | 8,5  | 11,1 | 14,0 | 17,5 | 20,3 | 22,3 | 22,1 | 19,2 | 15,0  | 11,0  | 8,4   | 14,8   |
| Средний минимум, °C  | 1,4   | 1,1  | 2,8  | 3,8  | 6,7  | 9,5  | 11,5 | 11,2 | 9,1  | 6,4   | 3,6   | 1,6   | 5,7    |
| Норма осадков, мм    | 127,6 | 87,4 | 83,1 | 67,5 | 71,5 | 60,2 | 62,6 | 73,9 | 81,2 | 126,3 | 113,7 | 121,9 | 1076,9 |
| Источник: Met Office |       |      |      |      |      |      |      |      |      |       |       |       |        |

## История
Самое древнее известное поселение на территории Чепстоу находится в Торнуэлле, с видом на устье рек Уай и Северн, близ современной автомагистрали М48, где последние археологические раскопки подтвердили постоянное наличие строений от эпохи мезолита (около 5000 г. до н. э.) до конца присутствия древних римлян в Уэльсе (около 400 г. н. э.). В Балуорке, в 1,6 км от центра города, и в Писфилде и Ланкоте в 2,4 км к северу от Чепстоу были обнаружены поселения племени силуров. Древними римлянами был построен мост или дамба через реку Уай в километре вверх по течению от моста Олд Уай Бридж. Чепстоу находился на пересечении дорог между древнеримскими городами Глевум (Глостер) и Вента Силурум (Керуэнт). Некоторые историки полагают, что здесь в то время находилась небольшая крепость.
После ухода древних римлян, Чепстоу вошёл в состав валлийского королевства Гвент (англ. Gwent Is-coed). К северу от современного центра города была основана небольшая церковь в честь святого Кинварха (Кинмарха, Кинмарка или Кингсмарка), ученика святого Диврига. Позднее при храме был основан монастырь августинцев Кингсмарк Лейн, который не сохранился. Город находится недалеко от южной точки вала Оффы, который начинается на восточном берегу реки Уай у Седбери и тянется к Ирландскому морю на севере Уэльса. Вал был построен в конце VIII века, как граница между англосакским королевством Мерсией и валлийскими королевствами, хотя недавние исследования дали повод сомнению в том, участок вблизи Чепстоу является частью оригинального вала. Есть мнение, что Чепстоу был местом торговли между англосаксами и валлийцами. Полуострова Ланкот и Бичлей, напротив Чепстоу, принадлежали валлийцам, а не королям Мерсии, хотя ко времени написания Книги Страшного суда Стригуил был включен в состав Глостершира в Англии.
После завоевания норманнами Англии, Чепстоу приобрел стратегическое значение из-за брода через реку Уай. Норманнами было принято решение создать в этом месте базу для продвижения на юг Уэльса и контроля над рекой Херефорд и Валлийской маркой. Замок Чепстоу был основан Уильямом Фиц-Осберном 1-м графом Херефорда, в 1067 году, а его Великая башня, считается старейшим сохранившимся каменным укреплением в Англии. Место расположение замка, с отвесными скалами с одной и естественной долиной с другой стороны, усиливало его оборону. Монастырское подворье бенедиктинцев, ныне церковь Пресвятой Девы Марии, было построено рядом с замком в то же время. Это был центр небольшой монашеской общины, кладбище которой теперь находится рядом с автостоянкой. Монахи пришли вместе с завоевателями-норманнами из аббатства Кормей в Нормандии; подворье было упразднено во время секуляризации в Англии.
Замок был расширен Уильямом Маршалом в конце XII века и Роджером Бигодом, 5-м графом Норфолка, в XIII веке. Последний также учредил еженедельный рынок и ежегодную ярмарку в городе, который вырос на склоне между замком и монастырем, и возвел стены вокруг него вскоре после 1274 года. За проход через городские ворота на рынок взималась плата; эти ворота были перестроены в XVI веке. Город выдержал несколько атак со стороны валлийцев, но после XIV века стратегическое значение замка несколько уменьшилось. Порт Чепстоу был построен в средневековье и контролировался лордом-маршалом, а не королём. Здесь торговали в основном древесиной и пенькой из долины Уай и Бристоля. В средние века Чепстоу был крупнейшим портом Уэльса, его корабли плавали от Исландии до Турции. Город был известен как импортер вина, главным образом, из Франции и Португалии.
Впервые Чепстоу получил хартию в 1524 году и стал частью, основанного тогда же, графства Монмутшир. Замок и город несколько раз переходили от одной стороны к другой во время гражданской войны в Англии. Позднее в замке был заключен и умер Генри Мартен, один из убийц короля Карла I. В XVIII веке порт Чепстоу не утратил своего значения, в период с 1790 по 1795 год, статистика показывает, что в нём был обработан больший тоннаж грузов, чем в портах Суонси, Кардиффа и Ньюпорта, вместе взятых. Порт Чепстоу достиг пика своего значения во время наполеоновских войн.
Многие здания в городе были построены в конце XVIII - начале XIX веков. Чугунный мост через реку Уай, вместо прежнего деревянного, был открыт в 1816 году. Город стал важным центром туризма с конца XVIII века.
В XIX веке в Чепстоу появилась судостроительная промышленность. Город также стал известен производством часов, колоколов и жерновов. В 1840 году лидеры подавленного чартистского восстания в Ньюпорте из порта Чепстоу были отправлены на каторгу в Тасманию. В XIX веке порт постепенно утратил своё значение, уступив первенство портам Кардиффа, Ньюпорта и Суонси, лучше подходившим для массового экспорта угля и стали из графств Гламорганшир и Монмутшир. На некоторое время здесь возродилось судостроение, когда во время Первой мировой войны в Чепстоу был построен Национальный судостроительный завод № 1. Приток рабочей силы для верфей с 1917 года привел к началу развития жилищного строительства в районах Хардвик и Бульворк. На верфи изготавливались основные инженерные конструкции. С 1938 года в Чепстоу на Бастион-Роуд размещается главный офис автобусной компании Ред энд Уайт Сервис.
Новое жилищное строительство в XX веке продолжилось к северу и югу от центра города, а в последнее время за пределами шоссе A466 к западу от города. Чепстоу стал быстро развиваться после открытия в 1966 году моста Северн, который заменил парома между Бичлей и Остом и упростил связь между Чепстоу и крупными центрами, включая Бристоль и Кардифф. Более 2 миллиона фунтов стерлингов было вложено в реконструкцию центра города в 2004-2005 годах. Прибрежная линия реки Уай была укреплена и защищена от наводнений.

## Местное самоуправление
Чепстоу находится в ведении Совета графства Монмутшир, одного из двадцати двух местных унитарных органов власти в Уэльсе, образованном в 1996 году. До 2012 года офисы графства находились в Кумбране в здании Гвент Каунти Холл на Кроэсикейлиог. Ныне большинство его сотрудников проживают и работают в Аске и Магоре. В городе избираются пять окружных советников, для округов Лэкфилд, Сент-Кристофер, Сент-Кингсмарк, Сент-Мэри и Торнуэлл. После местных выборов в 2012 году трое из советников лейбористы, один консерватор и один либерал-демократ. В городе также есть свой городской совет в составе 15 советников, которые избираются каждые четыре года. Совет ежегодно избирает мэра города из числа советников.
Чепстоу был дан устав в 1524 году лордом-маршалом, Чарльзом Сомерсетом, 1-м графом Вустера. После образования графства Монмут, город вошёл в его состав и в 1542 году был включен в сотню Калдикота. Корпорация судебных приставов и горожане контролировали Чепстоу до XVII века. Король Карл II лишил его устава. Город перешёл под контроль местного совета в 1864 году, а в 1894 году был образован Совет городского округа, который был упразднён в 1974 году, когда многие его функции перешли к новому Монмутскому районному совету. В 1988 году совет был переименован в Монмутский городской совет, ставший одним из пяти районов Гвента. Он был упразднён в 1996 году.
В парламенте город был представлен с 1536 года, как часть графства Монмут. Между 1885 и 1918 годами он входил в избирательный округ Южного Монмутшира, с 1918 года в избирательный округ графства Монмут, граница которого менялась несколько раз. На выборах в Национальную ассамблею Уэльса город входит в состав избирательного округа Монмут. Чепстоу входит в избирательный округ Уэльс при выборах в европарламент.
Законы Уэльса от 1535-1542 годов создали следующую аномалию: хотя Монмутшир был обозначен, как "Страна или Доминион Уэльса", он отвечал перед судами Уэстминстера, а не перед Судом Великой сессии в Уэльсе. Большинство законодательных актов в Уэльсе применялись к нему с помощью фразы "Уэльс и Монмутшир". Только законом о местном самоуправлении от 1972 года Монмутшир был окончательно включен в состав Уэльса.

## Экономика
Ещё со времени средневековье Чепстоу был известен, как порт и торговый центр. Ныне его функционирование в качестве порта, вместе с судостроительной промышленностью, практически прекратилось. В городе развита отрасль машиностроения.
Ныне Чепстоу, прежде всего, один из центров туризма. Его расположение в южной части долины реки Уай, вместе со своими достопримечательностями, включая его замок и ипподром, внесли свой в развитие города, как туристического центра. Торговая палата в Чепстоу представляет бизнесменов города. Её деятельность направлена на поддержку и содействие развитию бизнеса.
Центр города насчитывает более 130 магазинов в нескольких минутах ходьбы от 1000 парковочных мест. Есть 16 отелей, баров и центров отдыха, а также 15 ресторанов и кафе. В городе представлен полный спектр банков. На пешеходной улице Сент-Мэри находятся антикварные, сувенирные, книжные магазины, кафе и рестораны. Есть также несколько регулярных сельскохозяйственных рынков. Скотный рынок в Чепстоу был закрыт в начале XX века.
По данным переписи 2001 года, в Чепстоу высокая доля населения работала в розничном и оптовом секторах экономики (19,6%, по сравнению с 16,3% в Уэльсе в целом), сфере услуг (11,3%, по сравнению с 8,5% по Уэльс), транспорта и связи (9,4% по сравнению с 5,5% в Уэльсе). Доля рабочих в обрабатывающей промышленности была ниже, чем в среднем (15,2% по сравнению с 17,3% в Уэльсе), как и доля работающих в сфере здравоохранения и социальной сфере (9,3% по сравнению с 13,0% в Уэльсе).

## Транспорт
Чепстоу расположен недалеко от автомагистрали M48 и Севернского моста. Мост был открыт в 1966 году и имеет второй по длине пролёт среди мостов в Великобритании. Он заменил паром, действовавший между Бичли и Остом. До появления Севернского моста, автомобилями использовался старый чугунный мост через реку Уай, Олд Уай Бридж в Чепстоу, построенный в 1816 году, вместо прежней деревянной конструкции. По нему шло движение между юго-западной Англией и южным Уэльсом. Автомагистраль M48 теперь соединяет Чепстоу с Ньюпортом (29 км) и Кардиффом (50 км) на западе и Бристолем (29 км) и Лондоном (200 км) на востоке. На севере трасса A466 соединяет город с Мутом (26 км), а на северо-востоке трасса A48 связывает его с Глостером (47 км).
Железнодорожная станция в Чепстоу находится на главной линии между Кардиффом и Челтенхем Спа. Ближайшие крупные аэропорты находятся в Бристоле (43 км) и Кардиффе (69 км).

## Культура
В Чепстоуской общеобразовательной школе обучаются более 1300 учеников. В городе работают четыре начальные школы. В 2000 году была открыта клиника.
В 2001 году при переписи 72,3% жителей назвали себя христианами (пресвитериане, англикане, католики, методисты и баптисты), а 19,0% - атеистами.
В Чепстоу проводятся два ежегодных фестиваля - сельскохозяйственная выставка и фольклорный фестиваль "Две реки". В октябре в городе проводится благотворительная акция по сбору средств, во время которой тысячи мотоциклов проезжают через мост Северн и собираются в центре города.
Музей Чепстоу находится в элегантном здании 1796 года напротив вход а в замок.
Ипподром в Чепстоу является главным центром скачек в Уэльсе. Он расположен на окраине города, на территории разрушенного Присфилд Хауз. Ипподром был открыт в 1926 году и стал регулярным местом проведения Валлийских Национальных скачек в 1949 году.
В Чепстоу есть футбольный клуб, основанный в 1878 году, с 2012 года играющий в I лиге графства Гвент. В последний раз они выигрывали чемпионский титул в 1997 году. В городе также есть клуб регби и спортивный клуб стрельбы из лука, клубы теннисный и крикета. Чемпионат мира по кроссу 1976 года был проведен в Чепстоу.

## Достопримечательности
| Объект | Описание |
|        | Замок Чепстоу — норманнский замок, построенный в 1067 году графом Уильямом Фиц-Осберном на вершине скалы с видом на реку Уай. Это старейшее пост-римское каменное укрепление в Великобритании. 6 декабря 1950 года внесен в I Список памятников архитектуры Великобритании.                                                             |
|        | Городские ворота — построены в 1270 году Роджером Бигодом, 5-м графом Норфолка и перестроены в 1524 году Чарльзом Сомерсетом, 1-м графом Вустера. 12 июня 1950 года внесены в I Список памятников архитектуры Великобритании. |
|        | Городская стена — построена в XIII веке, первоначально представляла собой полукруг, протяженностью около 1 100 метров. В средние века она опоясывала площадь в 53 гектаров, включая весь город и порт. Существенные участки стены сохранились нетронутыми. 24 марта 1975 года внесена в I Список памятников архитектуры Великобритании. |
|        | Церковь Пресвятой Девы Марии — готическая церковь, построенная в 1072 году графом Уильямом Фиц-Осберном. 6 декабря 1950 года внесена в I Список памятников архитектуры Великобритании. |
|        | Олд Уай Бридж — мост через реку Уай, построенный в 1816 году по первоначальному проекту Джона Ренни, но значительно измененный строителем моста Джоном Растриком. 24 марта 1975 года внесен в I Список памятников архитектуры Великобритании.                                                                                           |
|        | Ипподром Чепстоу — основан в 1926 году группой из десяти аристократов и предпринимателей южного Уэльса. Место проведения Валлийских Национальных скачек. |
|        | Присфилд Хауз — руины неоклассического загородного дома близ Чепстоу, построенного в 1792-1794 годах по проекту разработанному Джоном Соаном и дополненным Джозефом Бономи. Внесен во II Список памятников архитектуры Великобритании.                                                                                                  |

## Города-побратимы
Кормей (фр. Cormeilles), Франция